# Liste antiker iranischer Volksstämme
Die Liste antiker iranischer Volksstämme umfasst die soweit bekannten iranischsprachige Völker und Stämme aus der Antike. Der Iran war immer ein Vielvölker-Land, das sich im Wesentlichen aus Assyrern (Turanern), Persern, Medern, Parthern, Saken und Skythen, Kurden sowie einer iranischen Urbevölkerung zusammensetzt. Die Zugehörigkeit einiger Stämme und Völker zu den iranischen Völkern ist oft nicht gesichert. Dies kann also nur als grobe Richtung angesehen werden und wird sich je nach Erkenntnissen sicher noch verändern. Viele der Stämme sind auch nur aus antiken Schriftzeugnissen nicht-iranischer Autoren bekannt und haben sich demnach nicht zwingend selbst als Stammesgruppe verstanden.

## Altiranische Stämme (Südöstl./Nordöstl. Region)
- Baktrer
- Sogder
- Choresmier
- Paktyer
- (sowie Makrani, Belutschen, Pashtunen und Stämme im Osten)

## Iranische Herkunft (Zagros und pers. Stämme)
- Aparyter
- Arachosier
- Areier
- Busen
- Dadiker
- Dayuan
- Derusiaier
- Drangianer
- Dropiker
- Germanier (Stamm)
- Karmanier
- Kissier
- Maraphier
- Maspier
- Myker
- Dahae: Parner, Xanthier, Pissurer
- Pasargaden
- Sagartier
- Saranger
- Sattagyden
- Taurer
- Uxier

## Skythisch-Sakische Herkunft (Nördliche Migrationen)
- Skythen
  - Kimmerer
- Massageten
  - Daer (Massageten)
- Saken
  - Saka Haumavarka
  - Saka Tigraxauda
- Sarmaten
  - Alanen
  - Aorsen
  - Jazygen
  - Maioten
  - Roxolanen
  - Siraken

## Medisch-Parthischer Herkunft (Urmia-See bis Kaspisches Meer)
- Mager, auch Madai oder Mäda bezeichnet.
- Marder
  - Meder
  - Hyrkanier
  - Kaspier
- Parther
  - Panthialier

## Assyrischer Herkunft (das antike Turan)
- Issedonen